# Santuario della Santissima Annunziata (Vinci)
Il santuario della Santissima Annunziata si trova a Vinci (FI).

## Storia e descrizione
Antico oratorio sorto probabilmente durante il secolo XVI, da identificare con la chiesetta detta Madonna di Sotto, meta di devozione per i vescovi di Pistoia in visita.
L'oratorio, benedetto ufficialmente nel 1612, fu riedificato dal 1713 al 1723 per l'accresciuta devozione e il maggiore concorso di popolo. La Santissima Annunziata, dichiarata con decisione pubblica patrona di Vinci, ha svolto fin da allora il ruolo di centro della devozione mariana del Monte Albano.
Sull'altare vi è una tavola dell'Annunciazione, attribuita a Fra Paolino.

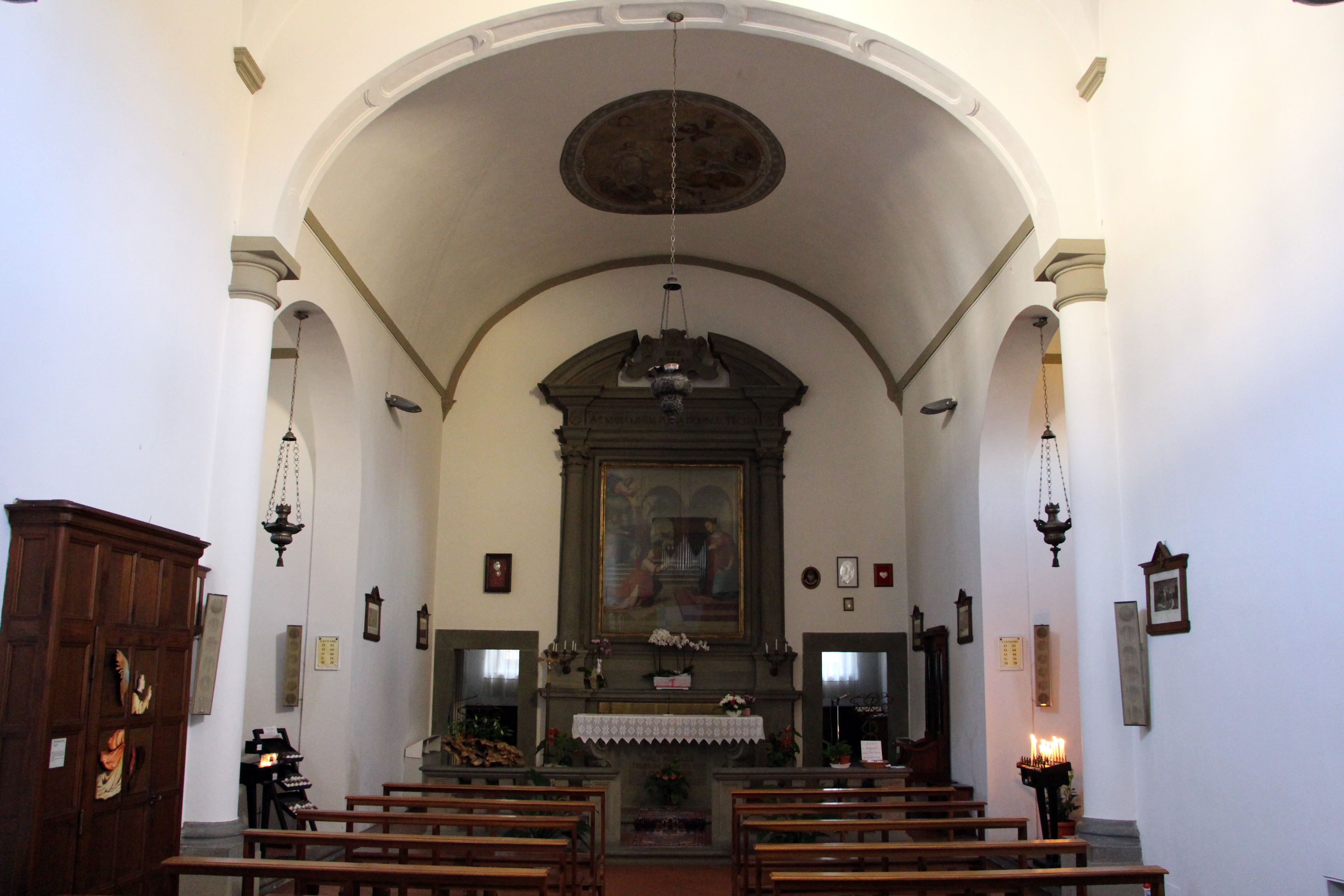
Interno
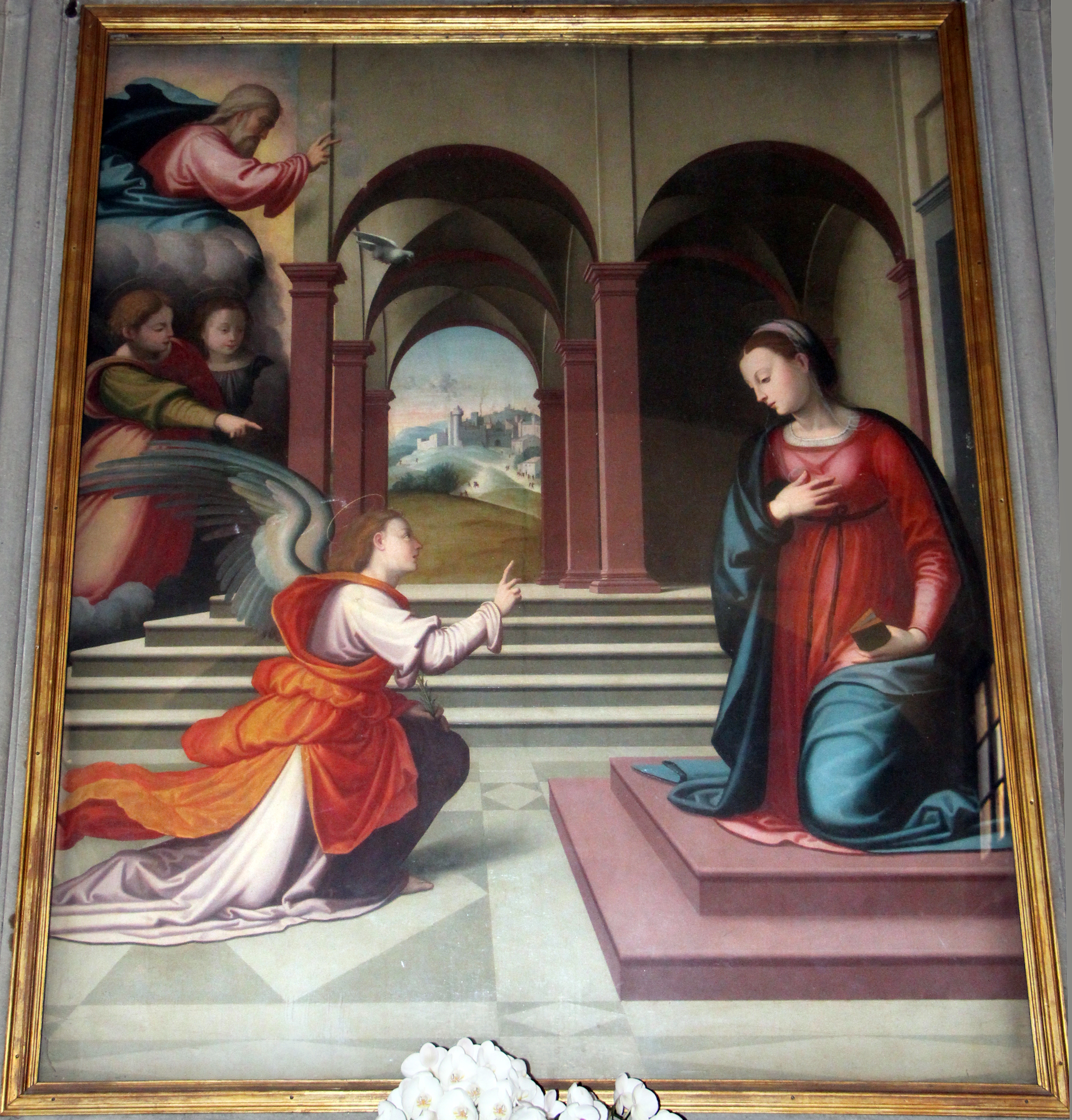
L'altare di Fra' Paolino